# 榊原春奈
榊原 春奈（さかきばら はるな、1994年3月11日 - ）は、日本のボート選手（ローイング選手）。身長183cm。2012年ロンドンオリンピック出場。早稲田大学スポーツ科学部卒業後、2016年、ニュージーランドのオタゴ大学にボート留学。2017年～トヨタ自動車所属。

## 略歴
愛知県名古屋市出身。5歳までは宮城県仙台市で過ごす。両親ともにボート経験者で、父(元東北大学漕艇部監督)はユニバーシアード、母は世界ボート選手権の出場経験を持つ。
名古屋市立矢田小学校入学時に既に身長が130 cmあり、当時の小学1年生女子の平均よりも14 cmも高く、そのことがコンプレックスだったという。しかし小学4年次にバスケットボールを始めたが、シュートが決まらないことを理由に退部した。名古屋市立矢田中学校での部活は合唱部であった。愛知県内随一の進学校である愛知県立旭丘高校に進学すると、バスケットボール部やバレーボール部が激しく勧誘するなか、入部を決めたのはボート部(漕艇部)であった。
2011年の世界ジュニア選手権ロンドン大会女子シングルスカルで7位、愛知県立旭丘高校3年の2012年3月、国内代表選考レースで1位となりアジア大陸最終予選(韓国)に出場。同大会で1位となり、ロンドンオリンピックの女子シングルスカル日本代表に選出された。なおオリンピックの同種目には、日本人初出場となる。2012年6月の第10回全日本ジュニアボート選手権大会女子シングルスカルで優勝。
ボート競技を始めて僅か3年余でオリンピック出場を決めた榊原は将来の目標を「グローバルな人間になる事」と述べている。